# Lasanka
Lasanka – wieś w Polsce położona w województwie podlaskim, w powiecie sejneńskim, w gminie Sejny.
W latach 1975–1998 miejscowość administracyjnie należała do województwa suwalskiego.